# Cauro
Cauro település Franciaországban, Corse-du-Sud megyében. Lakosainak száma 1483 fő (2022. január 1.). Cauro Bastelica, Bastelicaccia, Eccica-Suarella és Grosseto-Prugna községekkel határos.

## Népesség
A település népességének változása:
| Lakosok száma | 559  | 595  | 849  | 1238 | 1323 | 1363 | 1444 | 1493 | 1492 | 1483 |
|               | 1968 | 1982 | 1990 | 2006 | 2013 | 2015 | 2017 | 2019 | 2020 | 2022 |